# خزه‌شناسی

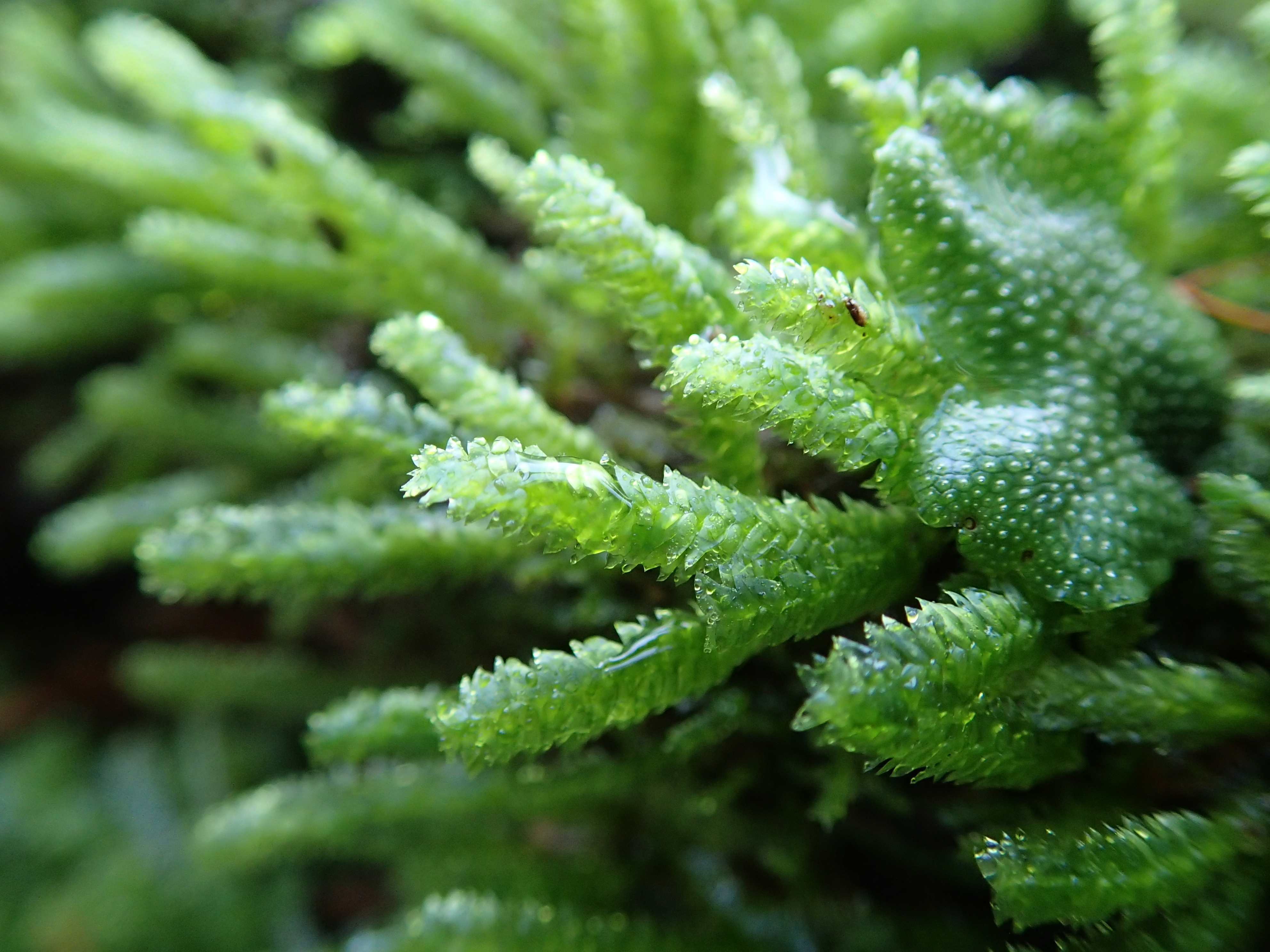
خزه معمولی که در ژاپن مرکزی رایج است.

خزه‌شناسی شاخه‌ای از گیاه‌شناسی است که به مطالعه علمی خزه‌تباران(خزه‌ها، جگرواشان، شاخ‌واشان) می‌پردازد. خزه‌شناسان افراد علاقه‌مند به مشاهده، ثبت، طبقه‌بندی یا جستجوی خزه‌ها هستند.